# Almàssera d'Ocheda
L'almàssera d'Ocheda és un edifici industrial situat al carrer Muralla Llarga del poble de Benimodo. El nom és el de la família propietària.

## Edifici
Es tracta d'un edifici modest que presenta unes característiques constructives modèliques d'una determinada forma constructiva. Va ser edificat el 1929. Tot i que la seua denominació d'almàssera implica l'ús com a molí olier, a poc d'inaugurar-se va funcionar com a cava de xampany.
Els materials empleats per a la construcció són pedra local, procedent de la neteja de camps d'horta, i sorra del riu Sec, tot travat amb un morter de calç i sorra. El sostre està format per plaques ondulades de fibrociment, recolzades sobre bigues de fusta que es disposen transversalment en cintres que descansen en parets de càrrega. Aquest sistema és molt lleuger i té una gran capacitat de càrrega, de manera que permet que no hi haja cap pilar al mig de la nau.

## Història
L’edifici es va construir amb la intenció d’albergar una almàssera, però ja el 1930 es destinaren 15 m de l’immoble per a l’elaboració de xampany i només els 8 restants continuaren amb la funció original d'almàssera.
Es va produir el xampany de la marca Uracan i posteriorment Valencia. L'any 1933, en mig de la crisi económica, va fer fallida. Únicament continuà en ús la maquinària de l’almàssera, que produïa tant oli d’oliva com de cacau. Els propietaris de l'almàssera eren d'idelogia republicana, a diferència dels de l'altra almàssera del poble que eren falangistes: deprés de la guerra civil, l'activitat de l'almàssera d'Ocheda va patir tancaments i penalitzacions per eixe motiu. D'altra banda, la desaparició de les almàsseres de Tous va fer que els habitants d'eixe poble esdevingueren usuaris de l'almàssera d'Ocheda.
L’almàssera estigué en ús fins a l'any 1981, quan esclatà tota la problemàtica de la síndrome de l'oli tòxic. Després, durant la dècada dels huitanta, continuà la seua producció per a ús particular.

## Situació de protecció patrimonial
Ja en 2006 la propietària de l’almàssera es dirigí al president del Consell Valencià de Cultura informant de la situació patrimonial de l’immoble.
Amb data 26 de novembre de 2010, registre d’entrada 447, el Consell Valencià de Cultura va rebre un escrit de la Direcció General de Patrimoni Cultural Valencià, en el que d’acord amb els articles 47 i 48 de la Llei 4/1998, d’11 de juny, de Patrimoni Cultural Valencià, sol·licita del Consell Valencià de Cultura l'emissió de l'informe preceptiu per declarar Bé de Rellevància Local l'edifici anomenat Almàssera d’Ocheda, a Benimodo.
Igualment amb núm. 1204 del 13 de desembre de 2010, es rep el Consell Valencià de Cultura un escrit de l’Associació Gaspar Dies d’Alzira en el que es demana la intervenció d’aquest Consell per mantindre el valor patrimonial que l’almàssera representa.
El Consell Valencià de Cultura va donar suport a la seua declaració com a Bé de Rellevància Local mitjançant un informe aprovat el 31 de gener de 2011.
Cap al 2011, la maquinària i elements de l’almàssera es trobaven en perfectes condicions i situats als llocs escaients per a la funció prevista. Els principals riscos per la seua supervivència provenien de la seua ubicació, inicialment a la perifèria del poble, però esdevinguda cèntrica pel creixement urbà.
L'almàssera d'Ocheda està catalogada a l'Inventari General del Patrimoni Cultural Valencià dins la secció segona, Bens de Rellevància Local, amb el número 46.20.063-004 i a la categoria d'espais etnològics d'interés local.